# Volcán Cuautzin
Volcán Cuautzin är en vulkan i Mexiko.   Den ligger i delstaten Distrito Federal, i den sydöstra delen av landet, 30 km söder om huvudstaden Mexico City. Toppen på Volcán Cuautzin är 3 490 meter över havet.
Terrängen runt Volcán Cuautzin är huvudsakligen lite bergig. Runt Volcán Cuautzin är det mycket tätbefolkat, med 2 431 invånare per kvadratkilometer. Närmaste större samhälle är Tlalpan, 17,0 km norr om Volcán Cuautzin. I omgivningarna runt Volcán Cuautzin växer huvudsakligen savannskog.